# Cyatholipidae
Die Cyatholipidae sind eine Familie der Echten Webspinnen aus der Überfamilie der Radnetzspinnen (Araneoidea). Die Familie umfasst 23 Gattungen und 58 Arten. (Stand: Dezember 2019)

## Verbreitung und Lebensraum

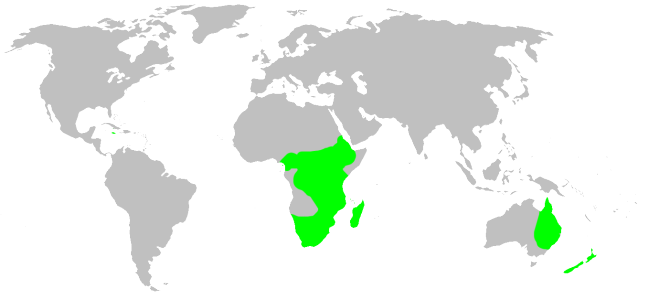
Verbreitungskarte der Cyatholipidae

Die Arten sind in Zentral- und Südafrika, auf Madagaskar, Australien und Neuseeland verbreitet. Auf Jamaika tritt nur eine Art auf (Pokennips dentipes). Die endemischen madagassischen Vertreter der Cyatholipidae leben meist in feuchten montanen Wäldern der Tropen ab 600 m über Meereshöhe bis auf 2000 m aufsteigend. Sie halten sich in 20 cm bis 2 m Höhe hängend neben ihren Deckennetzen auf, die sie zwischen Pflanzen weben. Bestimmte Arten, wie Scharffia rossi, leben jedoch auch in trockenen Regionen wie Savannen.

## Fossilien
Fossil sind einige Arten dieser Spinnenfamilie (Spinilipus mit einer Art und Succinilipus mit drei Arten) aus dem Baltischen Bernstein (Eozän) und dem gleichaltrigen Bitterfelder Bernstein bekannt.

## Systematik
Ein älteres Synonym für die im späten 19. Jahrhundert in Afrika entdeckte Familie ist Teemenaaridae. Der World Spider Catalog listet für die Cyatholipidae aktuell 23 Gattungen und 58 Arten. (Stand: Juni 2016)
- Alaranea Griswold, 1997
  - Alaranea alba Griswold, 1997
  - Alaranea ardua Griswold, 1997
  - Alaranea betsileo Griswold, 1997
  - Alaranea merina Griswold, 1997
- Buibui Griswold, 2001
  - Buibui abyssinica Griswold, 2001
  - Buibui claviger Griswold, 2001
  - Buibui cyrtata Griswold, 2001
  - Buibui kankamelos Griswold, 2001
  - Buibui orthoskelos Griswold, 2001
- Cyatholipus Simon, 1894
  - Cyatholipus avus Griswold, 1987
  - Cyatholipus hirsutissimus Simon, 1894
  - Cyatholipus icubatus Griswold, 1987
  - Cyatholipus isolatus Griswold, 1987
  - Cyatholipus quadrimaculatus Simon, 1894
  - Cyatholipus tortilis Griswold, 1987
- Forstera Koçak & Kemal, 2008
  - Forstera daviesae (Forster, 1988)
- Hanea Forster, 1988
  - Hanea paturau Forster, 1988
- Ilisoa Griswold, 1987
  - Ilisoa conjugalis Griswold, 2001
  - Ilisoa hawequas Griswold, 1987
  - Ilisoa knysna Griswold, 1987
- Isicabu Griswold, 1987
  - Isicabu henriki Griswold, 2001
  - Isicabu kombo Griswold, 2001
  - Isicabu margrethae Griswold, 2001
  - Isicabu reavelli Griswold, 1987
  - Isicabu zuluensis Griswold, 1987
- Kubwa Griswold, 2001
  - Kubwa singularis Griswold, 2001
- Lordhowea Griswold, 2001
  - Lordhowea nesiota Griswold, 2001
- Matilda Forster, 1988
  - Matilda australia Forster, 1988
- Pembatatu Griswold, 2001
  - Pembatatu embamba Griswold, 2001
  - Pembatatu gongo Griswold, 2001
  - Pembatatu mafuta Griswold, 2001
- Pokennips Griswold, 2001
  - Pokennips dentipes (Simon, 1894)
- Scharffia Griswold, 1997
  - Scharffia chinja Griswold, 1997
  - Scharffia holmi Griswold, 1997
  - Scharffia nyasa Griswold, 1997
  - Scharffia rossi Griswold, 1997
- Teemenaarus Davies, 1978
  - Teemenaarus silvestris Davies, 1978
- Tekella Urquhart, 1894
  - Tekella absidata Urquhart, 1894
  - Tekella bisetosa Forster, 1988
  - Tekella lineata Forster, 1988
  - Tekella nemoralis (Urquhart, 1889)
  - Tekella unisetosa Forster, 1988
- Tekellatus Wunderlich, 1978
  - Tekellatus lamingtoniensis Wunderlich, 1978
- Tekelloides Forster, 1988
  - Tekelloides australis Forster, 1988
  - Tekelloides flavonotatus (Urquhart, 1891)
- Ubacisi Griswold, 2001
  - Ubacisi capensis (Griswold, 1987)
- Ulwembua Griswold, 1987
  - Ulwembua antsiranana Griswold, 1997
  - Ulwembua denticulata Griswold, 1987
  - Ulwembua nigra Griswold, 2001
  - Ulwembua outeniqua Griswold, 1987
  - Ulwembua pulchra Griswold, 1987
  - Ulwembua ranomafana Griswold, 1997
  - Ulwembua usambara Griswold, 2001
- Umwani Griswold, 2001
  - Umwani anymphos Griswold, 2001
  - Umwani artigamos Griswold, 2001
- Uvik Griswold, 2001
  - Uvik vulgaris Griswold, 2001
- Vazaha Griswold, 1997
  - Vazaha toamasina Griswold, 1997
- Wanzia Griswold, 1998
  - Wanzia fako Griswold, 1998